# شيماء عباسي
شيماء العباسي; مواليد 4 يونيو 1993) هي لاعبة كرة قدم تونسية محترفة تلعب في مركز المدافع لنادي نيوم والمنتخب التونسي.
تُعرف أيضًا باسم شيماء عبد العزيز العباسي في المملكة العربية السعودية حيث يُستخدم اسم الأب بشكل شائع.

## المسيرة الكروية

### نادي اليمامة
في أكتوبر 2022، وبعد تأسيس الدوري السعودي الممتاز للسيدات، انضمت العباسي إلى نادي اليمامة قبل انطلاق منافسات موسم 2022–23. في 14 أكتوبر 2022، شاركت أساسية في فوز نادي اليمامة على نادي شعلة الشرقية بنتيجة 3–1. وفي 16 ديسمبر 2022، سجلت هدفها الأول مع النادي في الفوز 6–0 على نادي شعلة الشرقية، حيث أحرزت الهدف في الدقيقة 12.

### نادي الشباب
في أغسطس 2023، أعلن نادي الشباب عن توقيع العباسي دون تحديد مدة العقد. في 24 أغسطس 2023، شاركت لأول مرة مع النادي في الخسارة 3–4 أمام النادي الأرثوذكسي في بطولة الأندية الأردنية السعودية للسيدات 2023. شاركت لأول مرة في الدوري الممتاز في 14 أكتوبر 2023، في الفوز 1–0 على نادي الشباب. سجلت هدفها الأول مع النادي في نهائي كأس الاتحاد السعودي للسيدات 2023–24 ضد النادي الأهلي في الدقيقة 89 من المباراة التي انتهت بخسارة فريقها 2–3.

## المسيرة الدولية
مثلت العباسي تونس على المستوى الدولي الأول وكانت قائدة الفريق منذ عام 2021، حيث قادته في أكثر من 25 مباراة متتالية. هذا يجعلها صاحبة أطول فترة كقائدة لأي منتخب وطني في تونس.

## الألقاب
تونس
- كأس العرب للسيدات الوصيف قالب:فضية2: 2021
- دورة اتحاد شمال أفريقيا للسيدات المركز الثالث قالب:برونزية3: 2020

نادي الإسكان
- الدوري التونسي للسيدات البطل  ذهبية: 2010
- كأس تونس للسيدات البطل  ذهبية: 2010

## روابط خارجية
- شيماء عباسي على الأرشيف الرياضي العالمي

- شيماء عباسي  على سكروي